# Șaorma

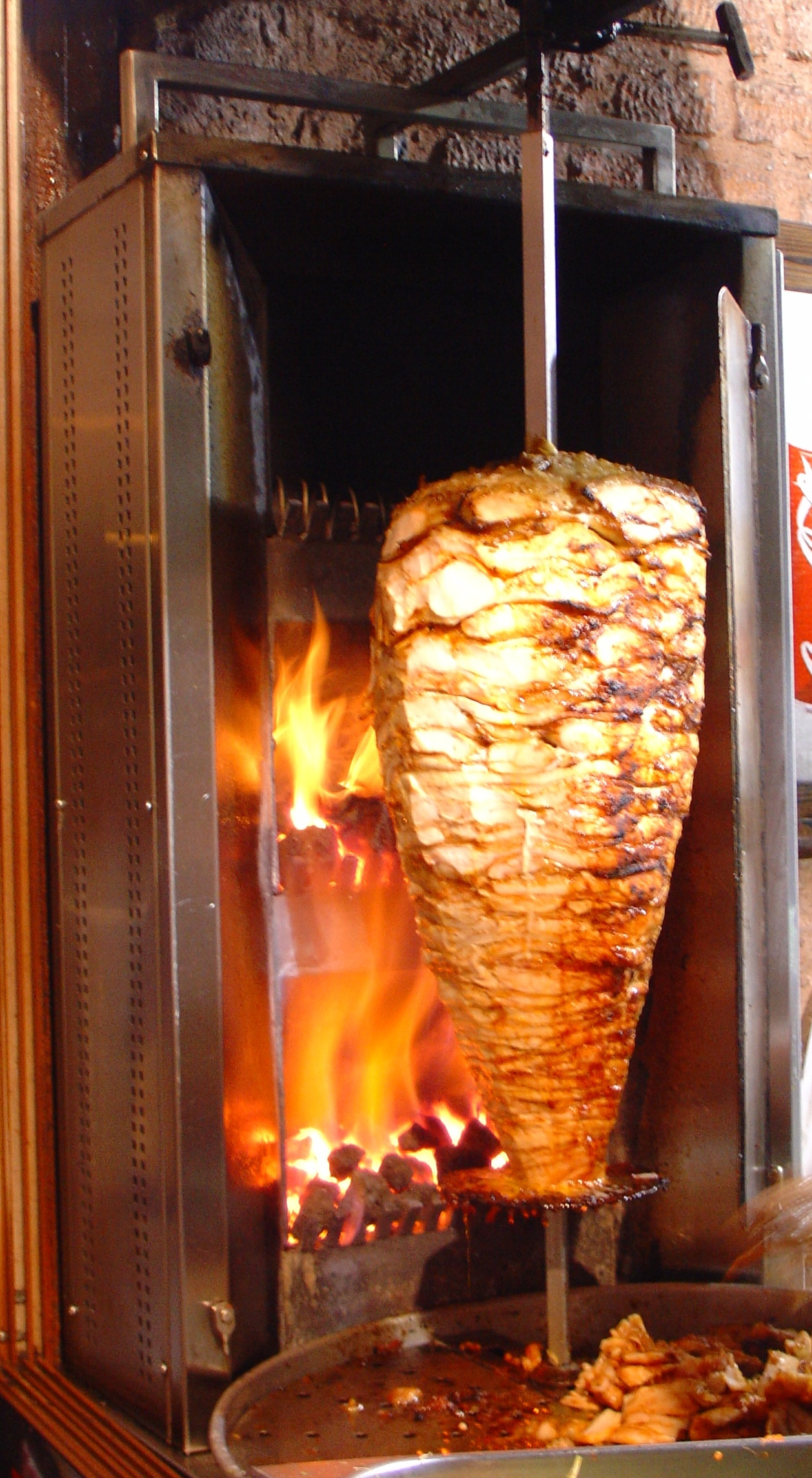
Șaorma

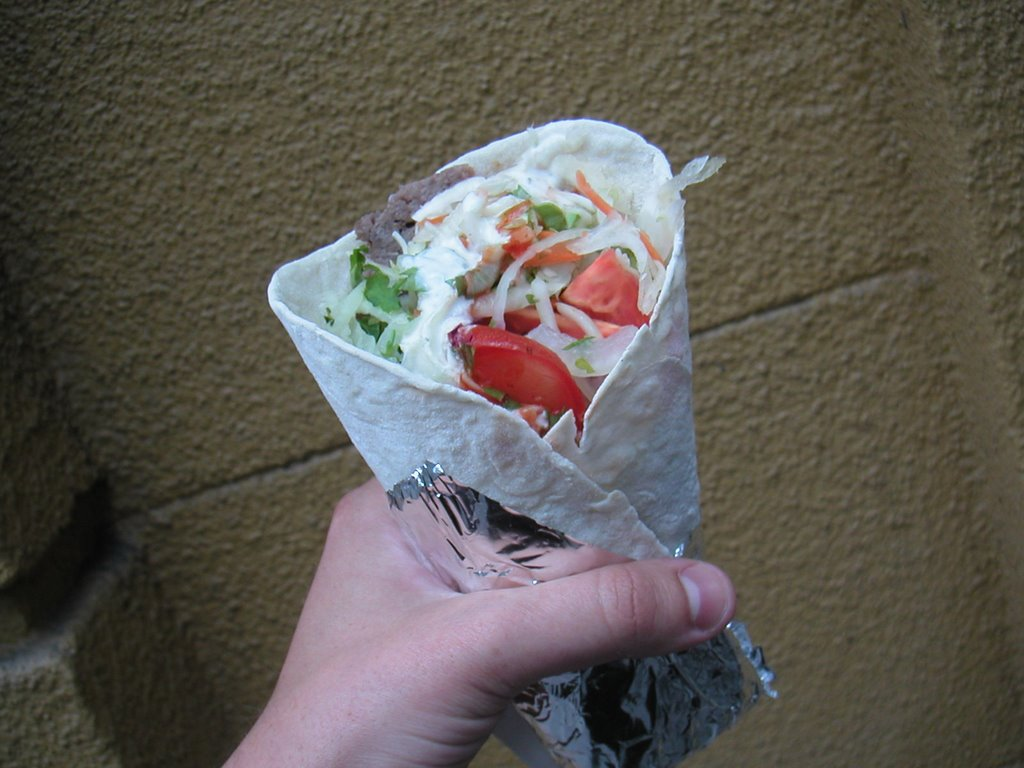
Șaorma

Șaorma (scris și shaorma sau shawarma; din arabă شاورما, transliterat: shāwarmā), este o mâncare arăbească din zona Levantului. Este preparată din felii subțiri de carne (de oaie, pui, curcan sau vită) friptă la un rotisor vertical, la care se adaugă legume și sosuri, fiind servită de obicei într-o lipie.
În anul 2016, șaorma era sortimentul culinar cel mai căutat în București, în timpul nopții.